# Kuba Jałoszyński
Kuba Stanisław Jałoszyński (ur. 27 lutego 1960 w Olsztynie) – polski oficer Policji, młodszy inspektor w stanie spoczynku, w 2003 zastępca dyrektora Centralnego Biura Śledczego, profesor nauk społecznych.

## Życiorys
Ukończył Wyższą Szkołę Oficerską w Szczytnie (1985) oraz Akademię Spraw Wewnętrznych (1988). Rozprawę doktorską pt. Taktyka działania pododdziałów antyterrorystycznych obronił w 1997 na Wydziale Wojsk Lądowych Akademii Obrony Narodowej. Stopień doktora habilitowanego uzyskał tamże w 2004 w oparciu o pracę Koncepcja współczesnych działań antyterrorystycznych. Tytuł naukowy profesora nauk społecznych otrzymał 18 października 2012. Specjalizuje się w taktyce i dowodzeniu.
W 2006 został profesorem Wyższej Szkoły Policji w Szczytnie. Zatrudniony jest również na Wydziale Nauk Politycznych Akademii Humanistycznej im. Aleksandra Gieysztora w Pułtusku. Był także wykładowcą Wyższej Szkoły Administracji w Bielsku-Białej i Szkoły Wyższej im. Pawła Włodkowica w Płocku.
W latach 1982–1990 służył w wydziale zabezpieczenia Komendy Stołecznej Milicji Obywatelskiej, m.in. jako kierownik sekcji bojowej. Następnie związany był z wydziałem antyterrorystycznym Komendy Stołecznej Policji, pełniąc od 1994 do 2000 funkcję jego naczelnika. W latach 2000–2003 był dowódcą samodzielnego pododdziału antyterrorystycznego Policji w Warszawie. W 2003 sprawował funkcję zastępcy dyrektora Centralnego Biura Śledczego.
Został oskarżony przez prokuraturę okręgową w Ostrołęce o niedopełnienie obowiązków przy planowaniu i przeprowadzeniu akcji zatrzymania dwóch przestępców w marcu 2003 w podwarszawskiej miejscowości Magdalenka, w wyniku której śmierć poniosło dwóch oficerów Policji, a kilkunastu policjantów zostało rannych. W czerwcu 2006 sąd okręgowy w Warszawie uniewinnił go od zarzucanych mu czynów. W czerwcu 2007 sąd apelacyjny w Warszawie uchylił wyrok sądu okręgowego i skierował sprawę do ponownego rozpatrzenia. W lipcu 2010, w drugim procesie dotyczącym strzelaniny w Magdalence, Jałoszyński został uniewinniony przez warszawski sąd okręgowy.

## Odznaczenia
Odznaczony m.in. Złotym (1999) i Srebrnym (1996) Krzyżem Zasługi oraz Brązową Odznaką „Zasłużony Policjant”.

## Wybrane publikacje
- Terroryzm antyizraelski. Przedsięwzięcia kontrterrorystyczne w Izraelu, Warszawa 2001
- Terroryzm czy terror kryminalny w Polsce?, Warszawa 2001
- Terroryzm fundamentalistów islamskich, Warszawa 2001
- Zagrożenie terroryzmem w wybranych krajach Europy Zachodniej oraz w Stanach Zjednoczonych, Warszawa 2001
- Terroryzm i walka z nim we współczesnym świecie, Legionowo 2002
- Koncepcja współczesnych działań antyterrorystycznych, Warszawa 2003
- Media wobec współczesnego zagrożenia terroryzmem, Warszawa 2008
- Współczesny wymiar antyterroryzmu, Warszawa 2008
- Organy administracji rządowej wobec zagrożeń terrorystycznych. Policja w walce i przeciwdziałaniu terroryzmowi, Bielsko-Biała 2009
- Jednostka kontrterrorystyczna – element działań bojowych w systemie bezpieczeństwa antyterrorystycznego, Szczytno 2011
- Organy administracji rządowej wobec zagrożeń terrorystycznych. Siły zbrojne wobec terroryzmu, Bielsko-Biała 2011
- Biuro Operacji Antyterrorystycznych Komendy Głównej Policji 1976–2014, Szczytno 2014
- Medyczne skutki terroryzmu, Warszawa 2017